# Brookton (Western Australia)
Brookton ist ein Ort in der Great Southern Region von Western Australia. Er befindet sich 138 Kilometer südöstlich von Perth an der Kreuzung des Brookton und Great Southern Highways. Die Great Southern Railway Line durchquert den Ort.

## Geschichte
John Seabrook war der Gründer des Ortes. 1846 kam er in die Region und erwarb Ländereien, auf denen er seinen Besitz Brookton House gründete. Brookton war der einzige Europäer in der Gegend, bis der Sandelholzfäller A.W. Robinson Ländereien in der Nähe von seinem Besitz kaufte. Zwischen den 1860er und den 1870er Jahren kamen mehrere Siedler in die Region.
1889 wurde die Great Southern Railway eröffnet und Brookton wurde einer ihrer ersten Stationen. Der Ort wurde 1895 als Seabrook bekanntgegeben. Wegen der Konfusion mit der gleichnamigen Stadt in der Nähe von York wurde er 1899 in Brookton umbenannt.
Um 1903 entwickelte sich der Ort wirtschaftlich, in dem zu dieser Zeit eine Schule, ein Hotel und manche Geschäfte funktionierten. Das Museum der alten Polizeistation reflektiert die frühe Geschichte der Stadt.

## Gegenwärtiges Brookton
Brookton ist heute ein wichtiges Landwirtschaftszentrum. Er besitzt eine High School, eine Bankfiliale, Einkaufsmöglichkeiten, ein Hotel, ein Motel, einen Campingplatz und ein Telecentro.
Zweimal jährlich findet der Old Time Motor Show in Brookton statt.
Der Ort ist eine Haltestelle der Linien die nach Albany fahren.